# Katarzyna Śledziewska
Katarzyna Jadwiga Śledziewska – polska ekonomistka, doktor habilitowany nauk ekonomicznych, profesor na Uniwersytecie Warszawskim, specjalistka od integracji gospodarczej oraz międzynarodowych stosunków gospodarczych.

## Kariera naukowa
W 1994 roku na Uniwersytecie Warszawskim uzyskała tytuł magistra ekonomiki i „organizacji handlu zagranicznego”. W 1999 roku na Wydziale Nauk Ekonomicznych tej samej uczelni uzyskała stopień doktora nauk ekonomicznych na podstawie rozprawy pt. Teoria integracji gospodarczej a handel wewnątrzgałęziowy. Konsekwencje dla wymiany towarowej Polski z UE, której promotorem był Jan Michałek. W 2000 roku została zatrudniona na tejże uczelni, a w 2013 roku uzyskała na jej Wydziale Nauk Ekonomicznych stopień doktora habilitowanego nauk ekonomicznych na podstawie pracy pt. Regionalizm handlowy w XXI wieku. Przesłanki teoretyczne i analiza empiryczna.